# Calimaya de Díaz González
Calimaya de Díaz González es una localidad mexicana del Estado de México, es cabecera del Municipio de Calimaya. En el censo de 2020 tenía 13 038 habitantes.

## Etimología
Calimaya significa "lugar donde viven los constructores de tabiques".

## Historia

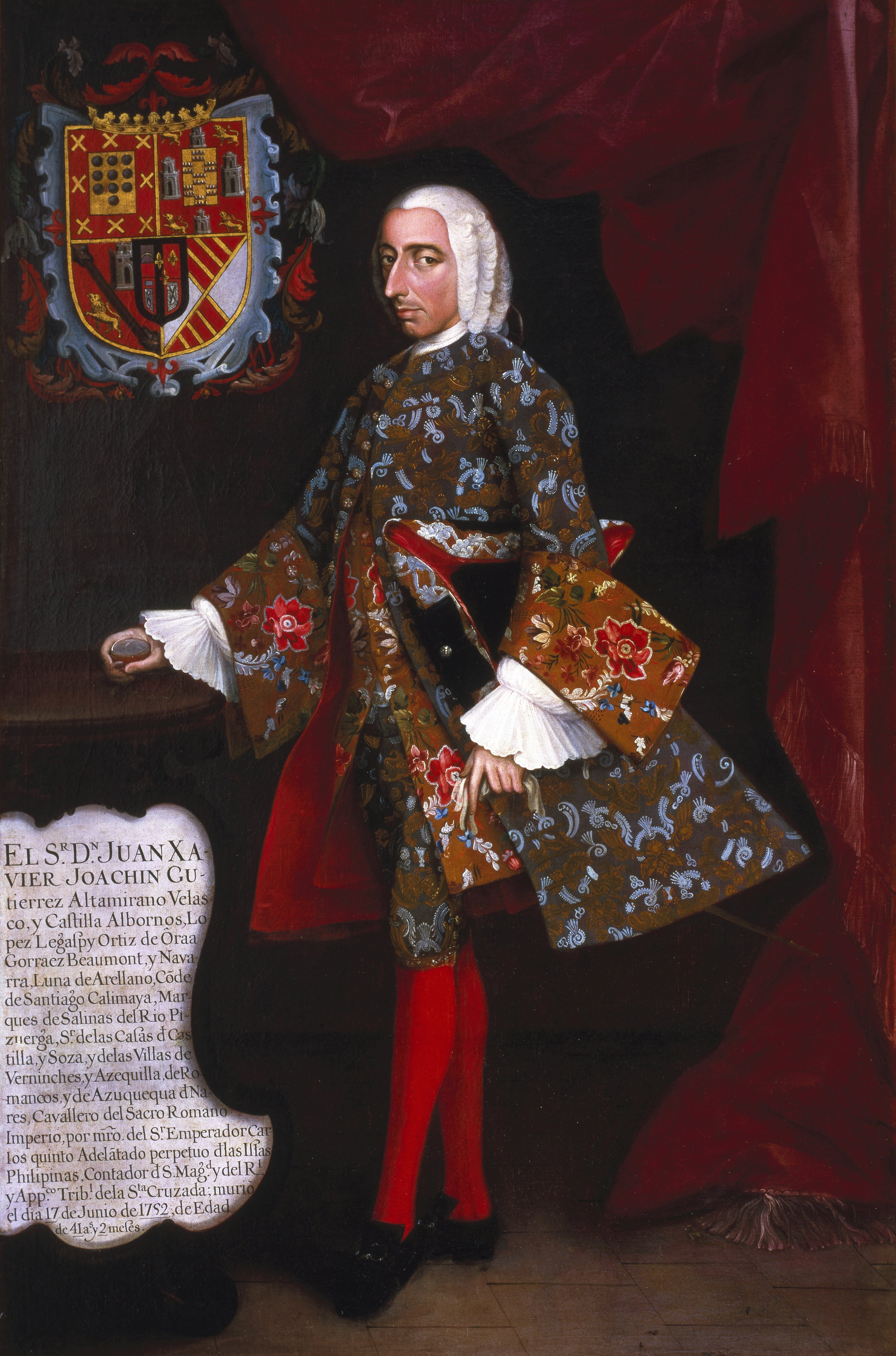
Don Juan Xavier Joachín Gutiérrez Altamirano Velasco, conde de Calimaya.

La población de Calimaya se fundó en torno al siglo IX. En 1472 fue conquistada por el tlatoani mexica Axayácatl. En 1521 el español Gonzalo de Sandoval conquistó Calimaya, en 1524 inició la evangelización por parte de la Orden Franciscana, y 1560 la población fue designada por el virrey Luis de Velasco y Castilla como pueblo de congregación para las localidades circundantes. En 1616 se creó el Condado de Santiago Calimaya.
El 2 de marzo de 1824 se creó el municipio de Calimaya, con la localidad homónima como su cabecera. El 28 de septiembre de 1894 la población recibe la categoría de villa y es renombrada como Calimaya de Díaz González, en honor al jurista Prisciliano María Díaz González, oriundo de la localidad.
La Torre del Reloj de Calimaya se construyó en la época revolucionaria, en 1910, como parte de las celebraciones del Centenario de la Independencia de México, y es símbolo de la identidad del municipio. El arco se construyó en la plaza municipal a base de piedra y cantera. El reloj que adorna la calle central de Calimaya se colocó en 1920. En la ciudad se venden rebozos tradicionales hechos por artesanas calimayenses. Hay una bebida tradicional, el tecuí, hecha a base de frutos secos y frescos. La parroquia principal de Calimaya está dedicada a San Pedro y San Pablo, adjunta a la capilla abierta de la tercera orden dedicada a san Francisco de Asís. Estas edificaciones datan del siglo XVI.

## Festividades
| Barrio      | Comunidad              | Fecha           | Festividad                           |
| ----------- | ---------------------- | --------------- | ------------------------------------ |
| El Calvario | Calimaya               | 1 de enero      | Circuncisión del Señor               |
| El Calvario | Calimaya               | 20 de mayo      | Ascensión                            |
| San Juan    | Calimaya               | 24 de junio     | San Juan Bautista                    |
| Los Ángeles | Calimaya               | 15 de agosto    | Asunción de María                    |
| San Martín  | Calimaya               | 6 de noviembre  | San Martín de Porres                 |
| El Brezo    | San Lorenzo Cuauhtenco | 8 de diciembre  | La Concepción de la Virgen del Brezo |
| Gualupita   | Calimaya               | 12 de diciembre | La Virgen de Guadalupe               |